# Natalie Pluskota
Natalie Pluskota (* 2. November 1989 in Newnan, Georgia) ist eine ehemalige US-amerikanische Tennisspielerin.

## Karriere
Pluskota spielte von 2008 bis 2012 an der University of Tennessee und wurde in diesem Zeitraum zeitweise zusammen mit ihrer Tennispartnerin Caitlyn Whoriskey als Nummer-1-Doppelteam im US-amerikanischen Collegetennis geführt. Darüber hinaus erhielt sie zahlreiche Auszeichnungen, unter anderem wurde sie viermal in die All-American-Auswahl gewählt.
Sie spielt hauptsächlich auf Turnieren des ITF Women’s Circuit, bei denen sie bislang vier Doppeltitel gewonnen hat, alle auf Hartplatz.
Ihre beste Weltranglistenplatzierung im Doppel erreichte sie am 16. September 2013 mit Rang 157. Zwischen August 2014 und September 2015 ist sie auf der Damentour nicht angetreten; dementsprechend ist sie im Ranking abgerutscht.
Ihr bislang letztes internationale Turnier spielte Pluskota im Januar 2016. Sie wird daher nicht mehr in der Weltrangliste geführt.

## Turniersiege

### Doppel
| Nr. | Datum             | Turnier    | Kategorie   | Belag     | Partnerin         | Finalgegnerinnen                    | Ergebnis         |
| --- | ----------------- | ---------- | ----------- | --------- | ----------------- | ----------------------------------- | ---------------- |
| 1.  | 16. Juli 2011     | Atlanta    | ITF $10.000 | Hartplatz | Alexandra Cercone | Alexandra Hirsch Amanda McDowell    | 7:5, 4:6, [10:8] |
| 2.  | 21. Oktober 2012  | Rock Hill  | ITF $25.000 | Hartplatz | Jacqueline Cako   | Hsu Chieh-yu Chiara Scholl          | 6:2, 6:3         |
| 3.  | 11. November 2012 | Phoenix    | ITF $75.000 | Hartplatz | Jacqueline Cako   | Eugenie Bouchard Ulrikke Eikeri     | 6:3, 2:6, [10:4] |
| 4.  | 19. Juli 2014     | Evansville | ITF $10.000 | Hartplatz | Brooke Austin     | Catherine Harrison Mary Weatherholt | 6:4, 3:6, [11:9] |